# IC 5148
IC 5148 je planetarna meglica v ozvezdju Žerjava in leži približno eno stopinjo zahodno od zvezde Lambda Žerjava. Oddaljena je približno 3000 ly in se razširja z okoli 50 km/s, torej je ena najhitreje razširjujočih se planetarnh meglic.